# Fallen Angel (canción de Poison)
«Fallen Angel» es el segundo sencillo de la banda de Pop rock y Art rock Poison del álbum Open Up and Say...Ahh! de 1988.  El lado B de la canción es "Bad To Be Good". Fue lanzado como el segundo sencillo del álbum en julio de 1988 por su disquera Capitol Records. Logró llegar al puesto #12 del Billboard Hot 100. Aunque fue todo un éxito y tuvo una muy fuerte rotación en canales como MTV, fue el único sencillo del álbum en no entrar a la lista de los diez primeros. Su siguiente sencillo fue el mayor éxito en ventas de Poison: Every Rose Has Its Thorn.

## Video musical
El video trata de una joven (interpretada por la modelo Susie Hatton, en ese entonces pareja de Bret Michaels) que quiere irse a vivir a Los Ángeles para ser modelo y ser famosa y tener fortuna y lo decide abandonando a su familia y amigos. Llegando a Los Ángeles encuentra un empresario que la ficha para una revista y conforme el video avanza se ve cómo ella a lo largo del tiempo va alcanzando la fama y también anda con el empresario de la revista. Durante el transcurso del video también se ve a la banda interpretando la canción en un escenario con luces. Casi al final ella descubre que su novio (el empresario rico) anda con otras mujeres y le da una patada en su miembro viril y huye. El empresario queda humillado y la chica camina encontrando a Bret Michaels en una moto y se va con él hacia un futuro desconocido. Pero se ve cómo la historia se repite con una nueva chica que llega a la ciudad por las mismas razones.
Tuvo una enorme rotación en MTV.

## Posicionamiento
- Australian ARIA Charts #21
- Billboard Hot 100 #12
- U.K. Singles Charts #30
- Mainstream Rock Tracks #32